# Colégio Militar de Brasília
O Colégio Militar de Brasília (CMB) é uma instituição de ensino militar pública localizada em Brasília, Distrito Federal, Brasil. Fundado em 1978, integra o Sistema Colégio Militar do Brasil (SCMB), subordinado à Diretoria de Educação Preparatória e Assistencial (DEPA) do Exército Brasileiro. Com cerca de 3.100 alunos nos ensinos fundamental II (6º ao 9º ano) e médio (1º ao 3º ano), o CMB destaca-se por sua excelência acadêmica, disciplina rigorosa e formação cívica. Sua área de 240.000 m² o posiciona entre as maiores instituições educacionais do país em extensão territorial.

## História

### Fundação
Em 31 de março de 1976, um convênio entre o Departamento Geral de Engenharia e Comunicações do Exército e o governo do Distrito Federal viabilizou a construção do CMB, projetado pelo arquiteto Hélio Ferreira Pinto. Em 19 de dezembro de 1977, a DEPA aprovou seu funcionamento, iniciando em 1979 com 720 alunos nas séries finais do ensino fundamental (5ª a 8ª séries), em regime de externato.
O Decreto nº 81.248, de 23 de janeiro de 1978, assinado pelo presidente Ernesto Geisel, formalizou a criação do colégio. Instalado em 1 de setembro de 1978, o CMB começou suas atividades letivas em 5 de março de 1979, sob o comando do coronel Adriano Aúlio Pinheiro da Silva. O ensino médio foi plenamente implantado em 1982, com a 3ª série.

### Evolução
Em 2001, o CMB foi agraciado com a Ordem do Mérito Militar, concedida pelo presidente Fernando Henrique Cardoso, em reconhecimento à sua excelência educacional. Desde então, consolidou-se como referência no Distrito Federal, destacando-se em avaliações nacionais, olimpíadas científicas e competições internacionais. Em 2024, celebrou 45 anos, reforçando seu compromisso com a formação integral.

## Estrutura

### Infraestrutura
O CMB ocupa 240.000 m², com 60.000 m² de área construída, abrangendo 100 salas de aula, laboratórios de ciências, informática e línguas, uma biblioteca com 20.000 volumes e um auditório para 500 pessoas. Suas instalações esportivas incluem um campo de futebol, ginásio poliesportivo, nove quadras (vôlei, basquete, handebol, tênis, futsal), piscina olímpica, academia de musculação, e salas para judô, esgrima e Krav Magá. Espaços culturais, como salas de música, teatro e projeção de filmes, apoiam atividades pedagógicas inovadoras.

### Organização Acadêmica
Com aproximadamente 3.100 alunos, 150 professores (militares e civis) e 200 funcionários de apoio, o CMB opera em turnos matutino e vespertino, com turmas de até 30 estudantes. A gestão combina hierarquia militar com práticas democráticas, promovendo diálogo com pais e alunos. O corpo docente participa de capacitações, como o PARFOR, especialmente em História e Educação Moral e Cívica, fortalecendo a formação cívica.

## Projeto Pedagógico
O CMB segue o currículo do SCMB, alinhado à Base Nacional Comum Curricular (BNCC), com disciplinas como Matemática, Português, Ciências, História e Geografia, complementadas por Educação Moral e Cívica (EMC) e práticas militares, como ordem unida. A EMC fomenta valores éticos, patrióticos e de cidadania, reconhecida como um diferencial pedagógico. A disciplina rigorosa, com uniforme obrigatório e regras de conduta, cria um ambiente propício ao aprendizado.
Desde 2015, o sistema de avaliação discente enfatiza competências cognitivas e socioemocionais, com questões contextualizadas, resultando em melhor desempenho acadêmico. Inovações pedagógicas, como o uso de filmes para estimular reflexão crítica, enriquecem o ensino. Projetos interdisciplinares, incluindo robótica e iniciação científica, preparam alunos para desafios contemporâneos.

## Processo Seletivo
O ingresso ocorre por concurso público anual, com aproximadamente 25 vagas para o 6º ano do ensino fundamental e 5 para o 1º ano do ensino médio. As provas avaliam Matemática e Língua Portuguesa (mínimo de 50% em cada), seguidas de exames médicos e odontológicos. Dependentes de militares têm vagas reservadas por sorteio ou amparo legal. A alta competitividade, com milhares de candidatos, reflete a reputação do colégio.

## Desempenho Acadêmico
O CMB destaca-se em avaliações nacionais, registrando IDEB de 6,8 no ensino fundamental II (2019), superando as médias do Distrito Federal (5,4) e nacional (4,9). Em 2023, os colégios militares, incluindo o CMB, mantiveram desempenho elevado no IDEB, figurando entre as melhores escolas públicas do país. No ENEM, o CMB alcança médias acima de 600 pontos, com altas taxas de aprovação em vestibulares como PAS/UnB, IME e AMAN.
Alunos conquistam prêmios em competições nacionais, como as Olimpíadas Brasileiras de Matemática das Escolas Públicas, e internacionais, como o concurso científico UNESCO-Reis (2024), onde o CMB competiu com 255 colégios globais. Estudos atribuem o sucesso à disciplina, qualidade docente e metodologias inovadoras.

## Atividades Extracurriculares
O CMB oferece esportes (futebol, vôlei, judô, esgrima, natação, Krav Magá), clubes de robótica, escotismo, música, teatro e simulações da ONU, todos gratuitos. A Educação Física promove saúde, disciplina e cidadania, com destaque para o Krav Magá, que atrai 30% dos alunos por estimular defesa pessoal e coordenação. Eventos como Eureka Day e feiras de ciências destacam a iniciação científica, com prêmios nacionais e internacionais.

## Impacto Social
O CMB contribui para o Distrito Federal com eventos comunitários, feiras culturais e ações solidárias, promovendo cidadania. O acesso meritocrático via concurso público beneficia diversas origens, embora a seletividade seja um desafio. Egressos destacam-se em carreiras civis (medicina, engenharia, direito) e militares, refletindo a formação versátil. Debates sobre militarização apontam benefícios, como disciplina, e desafios, como inclusão.

## Galeria

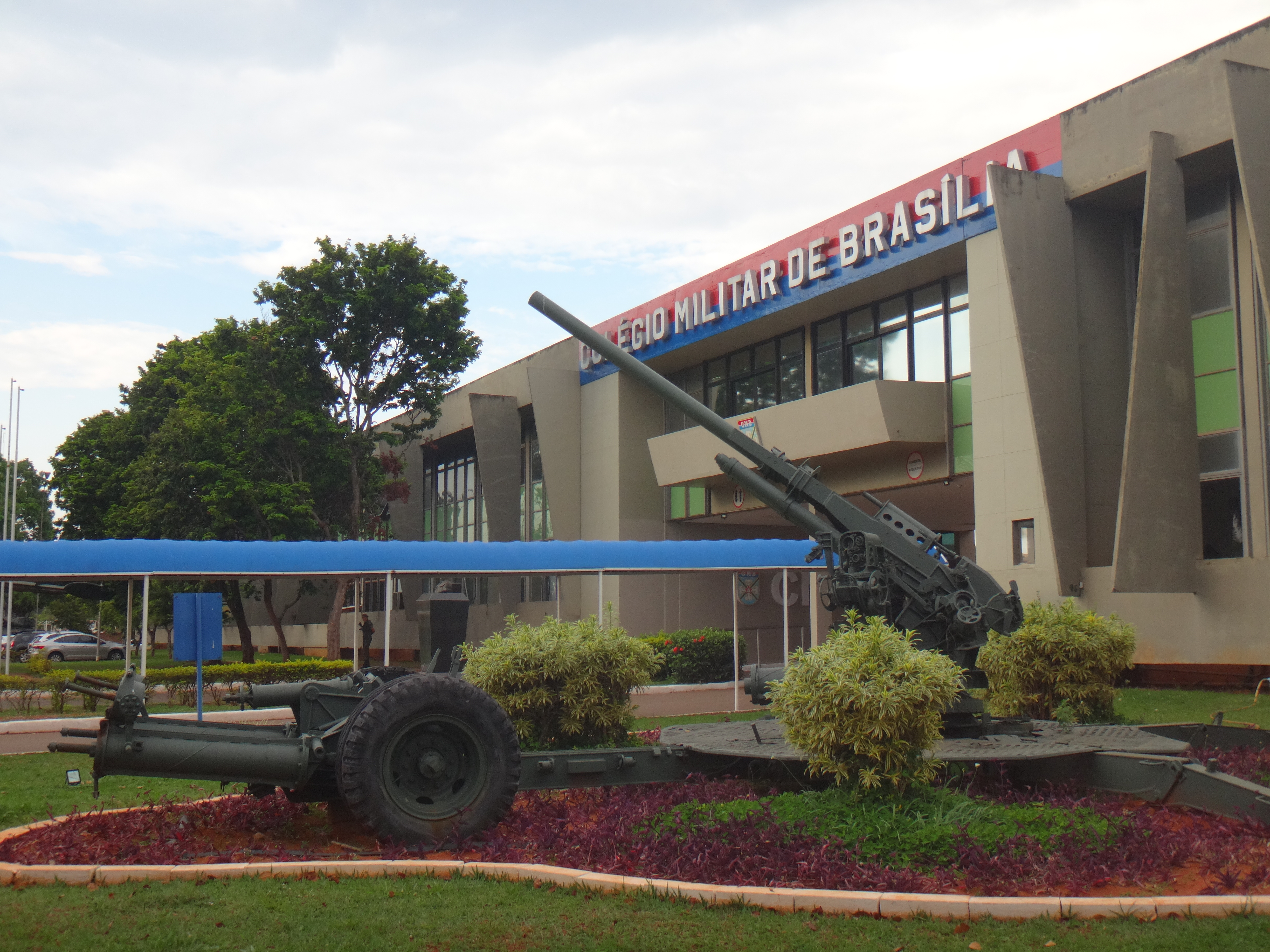
Portão oeste do Colégio Militar de Brasília